# Giulio Zorzi
Giulio Zorzi (Sudáfrica, 3 de enero de 1989) es un nadador sudafricano especializado en pruebas de estilo braza corta distancia, donde consiguió ser medallista de bronce mundial en 2013 en los 50 metros.

## Carrera deportiva
En el Campeonato Mundial de Natación de 2013 celebrado en Barcelona ganó la medalla de bronce en los 50 metros estilo braza, con un tiempo de 27.04 segundos, tras su paisano sudafricano Cameron van der Burgh  (oro con 26.77 segundos) y el australiano Christian Sprenger  (plata con 26.78 segundos que fue récord de Oceanía).